# WWE TLC:テーブルズ・ラダーズ・アンド・チェアーズ
WWE TLC:テーブルズ・ラダーズ・アンド・チェアーズ(WWE TLC:Tables, Ladders & Chairs)は、アメリカのプロレス団体WWEが主催する、興行の名称。また、同興行を扱うPPVの名称でもある。2009年にアルマゲドン(Armageddon)に変わる新たなPPVとして設立された。2014年からはスティール・ステアーズ戦（鉄階段戦）が追加されたことによりPPVのタイトルがWWE TLC：テーブルズ・ラダーズ・チェアーズ・アンド・ステアーズ(WWE TLC:Tables, Ladders, Chairs and Stairs)に変更された。

## 試合結果

### 第1回大会（2009年）WWE TLC:Tables, Ladders & Chairs 2009
- 開催日 : 12月13日
- 開催場所 : テキサス州サンアントニオのAT&Tセンター
- 観客動員数 : 15,226人
- 公式大会曲 : スウィッチフット - Bullet Soul
- ダーク・マッチ -Dark Match-

○Rトゥルース vs CMパンク●
- ラダー・マッチ形式ECW王座戦 -Ladder Match for the ECW Championship-

○クリスチャン(c) vs シェルトン・ベンジャミン●
- インターコンチネンタル王座戦 -WWE Intercontinental Championship-

●ジョン・モリソン(c) vs ドリュー・マッキンタイア○
- WWE女子王座戦 -WWE Women's Championship-

○ミシェル・マクール(c)（w / レイラ） vs ミッキー・ジェームス●
- テーブルマッチ形式WWE王座戦 -Tables Match for the WWE Championship-

●ジョン・シナ(c) vs シェイマス○
- チェアーマッチ形式世界ヘビー級王座戦 -Chairs Match for the World Heavyweight Championship-

○ジ・アンダーテイカー(c) vs バティスタ●
- ○ランディ・オートン vs コフィ・キングストン●
- TLCマッチ形式統一タッグ王座戦 -Tables, Ladders, and Chairs Match for the Unified WWE Tag Team Championship-

●クリス・ジェリコ&ビッグ・ショー(c) vs D-ジェネレーションX(ショーン・マイケルズ&トリプルH)○

### 第2回大会（2010年）WWE TLC:Tables, Ladders & Chairs 2010
- 開催日 : 12月19日
- 開催場所 : テキサス州ヒューストンのトヨタセンター
- 観客動員数 : 11,500人
- 公式大会曲 : マイ・ケミカル・ロマンス - Na Na Na (Na Na Na Na Na Na Na Na Na)
- ダーク・マッチ -Dark Match-

○ダニエル・ブライアン(w / ベラ・ツインズ) vs テッド・デビアス(w / マリース)●
- トリプルスレット・ラダー・マッチ形式インターコンチネンタル王座戦 -Triple Threat Ladder Match for the WWE Intercontinental Championship-

○ドルフ・ジグラー(c)(w / ヴィッキー・ゲレロ) vs ジャック・スワガー vs コフィ・キングストン
- テーブルマッチ -Divas Tag Team Tables Match-

○ナタリヤ&ベス・フェニックス vs レイ・クール(ミシェル・マクール&レイラ)●
- WWEタッグ王座戦 -WWE Tag Team Championship-

○サンティーノ・マレラ&ウラジミール・コズロフ(c) vs ネクサス(ジャスティン・ガブリエル&ヒース・スレイター)(w / マイケル・マクギリカティ&ハスキー・ハリス)●
セコンド乱入による反則負け
- ラダー・マッチ形式WWE王座第一挑戦者決定戦 -Ladder Match for the #1 contender spot to the WWE Championship-

○ジョン・モリソン vs シェイマス●
モリソンがWWE王座挑戦権を獲得。
- テーブルマッチ形式WWE王座戦 -Tables Match for the WWE Championship-

○ザ・ミズ(c)(w / アレックス・ライリー) vs ランディ・オートン●
- フェイタル4ウェイ・TLCマッチ形式世界ヘビー級王座戦 -Fatal-4-Way Tables, Ladders and Chairs Match for the World Heavyweight Championship-

ケイン(c) vs レイ・ミステリオ vs アルベルト・デル・リオ vs エッジ○
- チェアーマッチ -Chairs Match-

○ジョン・シナ vs ウェイド・バレット●
シナが勝利すれば再びWWEと契約することができる。

### 第3回大会（2011年）WWE TLC:Tables, Ladders & Chairs 2011
- 開催日 : 12月18日
- 開催場所 : メリーランド州ボルチモアのファースト・マリナー・アリーナ
- 観客動員数 : 8,000人
- 公式大会曲 : カサビアン - Days Are Forgotten
- ダーク・マッチ -Dark Match-

○ドリュー・マッキンタイア vs アレックス・ライリー●
- ユナイテッドステイツ王座戦 -WWE United States Championship-

●ドルフ・ジグラー(c)(w / ヴィッキー・ゲレロ) vs ザック・ライダー○
- WWEタッグ王座戦 -WWE Tag Team Championship-

○エア・ブーン(コフィ・キングストン&エヴァン・ボーン)(c) vs プリモ&エピコ(w / ローザ・メンデス)●
- テーブルマッチ -Tables Match-

○ランディ・オートン vs ウェイド・バレット●
- ディーヴァズ王座戦 -WWE Divas Championship-

○ベス・フェニックス(c) vs ケリー・ケリー●
- ラダー・マッチ -Ladder Match-

リング上に吊るしたスレッジハンマーを取れば、凶器として使用可
○トリプルH vs ケビン・ナッシュ●
- ○シェイマス vs ジャック・スワガー●
- チェアーマッチ形式世界ヘビー級王座戦 -Chairs Match for the World Heavyweight Championship-

●マーク・ヘンリー(c) vs ビッグ・ショー○
試合後、ダニエル・ブライアンがマネー・イン・ザ・バンクの権利を行使し、急遽世界ヘビー級王座戦が組まれる。
- 世界ヘビー級王座戦 -World Heavyweight Championship-

●ビッグ・ショー(c) vs ダニエル・ブライアン○
- インターコンチネンタル王座戦 -WWE Intercontinental Championship-

○コーディ・ローデス(c) vs ブッカー・T●
- トリプルスレット・TLCマッチ形式WWE王座戦 -Triple Threat Tables, Ladders, and Chairs Match for the WWE Championship-

○CMパンク(c) vs アルベルト・デル・リオ vs ザ・ミズ

### 第4回大会（2012年）WWE TLC:Tables, Ladders & Chairs 2012
- 開催日 : 12月16日
- 開催場所 : ニューヨーク州ブルックリンのバークレイズ・センター
- 観客動員数 : 15,748人
- 公式大会曲 : ジム・ジョンストン - "Just Another War"
- ダーク・マッチ -Dark Match-

○JTG vs デビッド・オタンガ●
- ダーク・マッチ/ディーヴァズ王座挑戦権争奪バトルロイヤル　-"Santa's Little Helpers"Battle Royal　for the #1 contendership to the WWE Divas Championship-

優勝者はナオミ
- テーブル・マッチ形式WWEタッグ王座第一挑戦者決定戦 -Tables match for the #1 contendership to the Tag Team Championship-

○チーム・ローデス・スコラーズ(コーディ・ローデス&ダミアン・サンドウ) vs レイ・ミステリオ&シン・カラ●
- ユナイテッドステイツ王座戦 -WWE United States Championship-

○アントニオ・セザーロ(c) vs Rトゥルース●
- インターコンチネンタル王座戦 -WWE Intercontinental Championship-

○コフィ・キングストン(c) vs ウェイド・バレット●
- TLCマッチ形式6人タッグチーム・マッチ -Tables, Ladders and Chairs 6-person Tag Team　Match-

○ザ・シールド（セス・ロリンズ&ディーン・アンブローズ&ロマン・レインズ） vs チーム・ヘル・ノー（ケイン&ダニエル・ブライアン）&ライバック●
- ディーヴァズ王座戦 -WWE Divas Championship-

○イヴ・トーレス(c) vs ナオミ●
- チェアーマッチ形式世界ヘビー級王座戦 -Chairs Match for the World Heavyweight Championship-

○ビッグ・ショー(c) vs シェイマス●
- 6人タッグチーム・マッチ -6-person Tag Team Match-

○ザ・ミズ、アルベルト・デル・リオ&ブルックリン・ブロウラー vs 3MB(ヒース・スレイター&ジンダー・マハル&ドリュー・マッキンタイア)●
- マネー・イン・ザ・バンク・ラダー・マッチ -Money in the Bank Ladder Match-

○ドルフ・ジグラー vs ジョン・シナ●

### 第5回大会（2013年）WWE TLC:Tables, Ladders & Chairs 2013
- 開催日 : 12月15日
- 開催場所 : テキサス州ヒューストンのトヨタセンター
- 観客動員数 : 12,000人
- 公式大会曲 : コーン - "Never Never"
- キックオフショー枠 -TLC Kickoff-

○ファンダンゴ(w / サマー・レイ) vs ドルフ・ジグラー●
- ハンディキャップ・マッチ　-3 on 1 handicap match-

○CMパンク vs ザ・シールド(セス・ロリンズ&ディーン・アンブローズ&ロマン・レインズ)●
- ディーヴァズ王座戦 -WWE Divas Championship-

○AJ・リー(c)（w/タミーナ・スヌーカ） vs ナタリヤ●
- インターコンチネンタル王座戦 -WWE Intercontinental Championship-

○ビッグ・Ｅ・ラングストン(c) vs ダミアン・サンドウ●
- フェイタル4ウェイタッグチームエリミネーション・マッチ形式WWEタッグ王座戦 -Fatal 4-Way tag team elimination match for the Tag Team Championship-

○コーディ・ローデス&ゴールダスト(c) vs　ライバック&カーティス・アクセル vs　ビッグ・ショー&レイ・ミステリオ vs　ザ・リアル・アメリカンズ（ジャック・スワガー&アントニオ・セザーロ）(w/ゼブ・コルター)
- ○Rトゥルース(w/エグザビアー・ウッズ) vs ブローダス・クレイ(w/ファンカダクタイルズ(ナオミ&キャメロン)&テンサイ)●
- ノー・DQ戦 -No Disqualification Match-

○コフィ・キングストン vs ザ・ミズ●
- ハンディキャップ・マッチ　-3 on 1 handicap match-

○ワイアット・ファミリー(ブレイ・ワイアット&ルーク・ハーパー&エリック・ローワン) vs ダニエル・ブライアン●
- TLCマッチ形式WWE王座&世界ヘビー級王座統一戦 -TLC Match to unify the WWE Championship and World Heavyweight Championship into the WWE World Heavyweight Championship-

○ランディ・オートン(c) vs ジョン・シナ●(c)
ランディ・オートンがWWE・世界ヘビー級王者になる

### 第6回大会（2014年）WWE TLC:Tables, Ladders, Chairs & Stairs 2014
- 開催日 : 12月14日
- 開催場所 : オハイオ州クリーブランドのクイックン・ローンズ・アリーナ
- 観客動員数 :
- 公式大会曲 : サウザンド・フット・クラッチ - "Born This Way"
- プレ・ショー -Pre show-

○ニュー・デイ(ビッグ・E&コフィ・キングストン(w / エグザビアー・ウッズ)) vs ゴールダスト&スターダスト●
- ラダー・マッチ形式インターコンチネンタル王座戦 -Ladder Match for the WWE Intercontinental Championship-

●ルーク・ハーパー(c) vs ドルフ・ジグラー○
- WWEタッグ王座戦 -Tag team match for the WWE Tag Team Championship-

○ザ・ミズ&ダミアン・ミズドウ(c) vs ウーソズ（ジミー・ウーソ＆ジェイ・ウーソ)●
- 鉄階段戦 -Steel Stairs match-

○ビッグ・ショー vs エリック・ローワン●
- テーブル・マッチ -Tables match-

○ジョン・シナ vs セス・ロリンズ(w / ジェイミー・ノーブル&ジョーイ・マーキュリー)●
シナが負けた場合、WWE世界ヘビー級王座への挑戦権を失う。
反則規定が無い為に事実上のハンディ戦になるが、終盤にロマン・レインズが乱入、シナの勝利を助ける。
- ディーヴァズ王座戦 -WWE Divas championship-

○ニッキー・ベラ(c)(w / ブリ―・ベラ) vs AJ・リー●
- チェアーマッチ -Chairs Match-

○ライバック vs ケイン●
- ユナイテッドステイツ王座戦 -WWE United States Championship-

○ルセフ(c)(w / ラナ) vs ジャック・スワガー●
- TLCマッチ -Tables, Ladders, and Chairs match-

○ブレイ・ワイアット vs ディーン・アンブローズ●

### 第7回大会（2015年）WWE TLC:Tables, Ladders & Chairs 2015
- 開催日 : 12月13日
- 開催場所 : マサチューセッツ州ボストンのTDガーデン
- 観客動員数 : 14,903人
- 公式大会曲 : ドロシー - "Wicked Ones"
- キックオフショー -Pre-show-

○サシャ・バンクス(w/ナオミ & タミーナ) vs ベッキー・リンチ●
- ラダー・マッチ形式WWEタッグ王座戦 -Triple threat tag team ladder match for the WWE Tag Team Championship-

○ニュー・デイ(ビッグ・E & コフィ・キングストン(w/エグザビアー・ウッズ))(c) vs ウーソズ(ジミー・ウーソ & ジェイ・ウーソ) vs ルチャ・ドラゴンズ(カリスト & シン・カラ)
- ○ルセフ(w/ラナ) vs ライバック●
- チェアーマッチ形式ユナイテッドステイツ王座戦 -Chairs match for the WWE United States Championship-

○アルベルト・デル・リオ(c) vs ジャック・スワガー●
- テーブル・マッチ形式エリミネーションタッグ戦 -Eight-man tag team elimination tables match-
- ○ワイアット・ファミリー(ブレイ・ワイアット & ルーク・ハーパー & エリック・ローワン & ブラウン・ストローマン) vs ECWオリジナルズ(ババレイ・ダッドリー & ディーボン・ダッドリー & トミー・ドリーマー &  ライノ)
- インターコンチネンタル王者戦 -WWE Intercontinental Championship-

●ケビン・オーエンズ(c) vs ディーン・アンブローズ○
- ディーバズ王座戦 -WWE Divas Championship-

○シャーロット(c)(w/リック・フレアー) vs ペイジ●
- TLCマッチ形式WWE世界ヘビー級王座戦 -TLC Match to WWE World Heavyweight Championship-

○シェイマス(c) vs ロマン・レインズ●

### 第8回大会（2016年）WWE SmackDown LIVE's TLC:Table, Ladder & Chairs 2016
- 開催日 : 12月4日
- 開催場所 : テキサス州ダラスのアメリカン・エアラインズ・センター
- 観客動員数 : 15,550人
- 公式大会曲 : アデリタス・ウェイ -"Ready for War"
- キックオフ・ショー/10人タッグマッチ -Kickoff Show/10-man tag team match-

○アポロ・クルーズ&ハイプ・ブロス(ザック・ライダー&モジョ・ローリー)&アメリカン・アルファ(ジェイソン・ジョーダン&チャド・ゲイブル) vs カート・ホーキンス&ボードビリアンズ(エイデン・イングリッシュ&サイモン・ゴッチ)&ジ・アセンション(コナー&ビクター)●
- WWEスマックダウンタッグ王座戦 -WWE SmackDown Tag team Championship-

●ヒース・スレーター&ライノ(c) vs ワイアット・ファミリー(ブレイ・ワイアット&ランディ・オートン)(w/ルーク・ハーパー)○
- ノーDQマッチ -No Diqualification Match-

○ニッキー・ベラ vs カーメラ●
- ラダーマッチ形式インターコンチネンタル王座戦 -Ladder match for the WWE Intercontinental Championship-

○ザ・ミズ(c)(w/マリース) vs ドルフ・ジグラー●
- チェアーマッチ -Chairs match-

○バロン・コービン vs カリスト●
- テーブル・マッチ形式WWEスマックダウン女子王座戦 -Tables match for the WWE SmackDown Women's Championship-

●ベッキー・リンチ(c) vs アレクサ・ブリス○
- TLCマッチ形式WWE世界王座戦 -TLC Match for the WWE World Championship-

○AJスタイルズ(c) vs ディーン・アンブローズ●

### 第9回大会（2017年）WWE RAW's TLC:Table, Ladder & Chairs 2017
- 開催日 : 10月22日
- 開催場所 : ミネソタ州ミネアポリスのターゲット・センター
- 観客動員数 : 13,381人
- 公式大会曲 : ウェルシュリー・アームズ  - "Legendary"
- キックオフ・ショー -Kickoff Show-

○アリシア・フォックス vs サーシャ・バンクス●
- ○アスカ vs エマ●
- ○セドリック・アレクサンダー&リッチ・スワン vs ジ・ブライアン・ケンドリック&ジェントルマン・ジャック・ギャラハー●
- RAW女子王者戦 -WWE RAW Women's Championship-

○アレクサ・ブリス(c) vs ミッキー・ジェームス●
- WWEクルーザー級王座戦 -WWE Cruiserweight Championship-

●カリスト(c) vs エンツォ・アモーレ○
- ○フィン・ベイラー vs AJスタイルズ●

※ブレイ・ワイアットの健康問題による欠場により急遽、対戦相手がSmackdown LIVE所属のAJスタイルズに変更となった。
- ○ジェイソン・ジョーダン vs イライアス●
- 3対5 ハンディキャップ形式TLCマッチ -3 on 5 handicap Tables, Ladders, and Chairs match-

○カート・アングル&ディーン・アンブローズ&セス・ロリンズ vs ケイン&シェイマス&セザーロ&ブラウン・ストローマン&ザ・ミズ●
※当初は再結成したザ・シールドの3人でリングに上がる予定であったが、ロマン・レインズの健康問題による欠場により急遽、RAWのゼネラル・マネージャーであるカートが参戦した。

### 第10回大会（2018年）WWE TLC:Table, Ladder & Chairs 2018
| No.                                                                             | 結果 | 試合形式 | 時間  |
| ------------------------------------------------------------------------------- | --- | --- | ----- |
| 1P                                                                              | ○バディー・マーフィー (c) vs. セドリック・アレクサンダー● | WWEクルーザー級王座戦 | 10:35 |
| 2P                                                                              | ○アライアス vs. ボビー・ラシュリー (with リオ・ラッシュ)● | ラダーマッチ リング上にギターが吊るされ最初に手にした者が勝利                                                                                            | 6:20  |
| 3                                                                               | ○ファビュラス・トゥルース (R-トゥルース & カーメラ) vs. マハリシア (ジンダー・マハル & アリシア・フォックス)●                                                     | WWE MMCシーズン2優勝決定戦 優勝ペアはロイヤルランブル2019のロイヤルランブル戦で30番目に登場する権利を獲得                                                | 5:50  |
| 4                                                                               | ○ザ・バー (セザーロ & シェイマス) (c) vs. ニュー・デイ (コフィ・キングストン & エクザビア・ウッズ)● (with ビッグE) vs. ウーソズ (ジェイ・ウーソ & ジミー・ウーソ) | トリプル・スレッド形式WWEスマックダウンタッグ王座戦 | 12:15 |
| 5                                                                               | ○ブラウン・ストローマン vs. バロン・コービン● | TLC戦 ストローマン勝利: コービンの全ての権力剥奪および、ロイヤルランブルにおいてWWEユニバーサル王座への挑戦権獲得 コービン勝利: ロウのフルタイムGMに就任 | 16:00 |
| 6                                                                               | ○ナタリヤ vs. ルビー・ライオット● (with リヴ・モーガン & サラ・ローガン)                                                                                          | テーブルマッチ | 12:40 |
| 7                                                                               | ○フィン・ベイラー vs. ドリュー・マッキンタイア● | シングルマッチ | 12:20 |
| 8                                                                               | ○レイ・ミステリオ vs. ランディ・オートン● | チェアーマッチ | 11:30 |
| 9                                                                               | ○ロンダ・ラウジー (c) vs. ナイア・ジャックス● (with タミーナ) | WWEロウ女子王座戦 | 10:50 |
| 10                                                                              | ○ダニエル・ブライアン (c) vs. AJ スタイルズ● | WWE王座戦 | 23:55 |
| 11                                                                              | ●セス・ロリンズ (c) vs. ディーン・アンブローズ○ | WWEインターコンチネンタル王座戦 | 23:00 |
| 12                                                                              | ベッキー・リンチ (c) vs. シャーロット・フレアー vs. アスカ○ | トリプル・スレッドTLC形式WWEスマックダウン女子王座戦 | 21:45 |
| - (c) – 試合開始時点でのチャンピオンを指す - P – プレショーで行われた試合を指す | | |       |

### 第11回大会 (2019年) WWE TLC: Tables, Ladders & Chairs 2019
| No.                                                                             | 結果 | 試合形式                                | 時間  |
| ------------------------------------------------------------------------------- | --- | --------------------------------------- | ----- |
| 1P                                                                              | ○ウンベルト・カリーヨ vs. アンドラーデ● (with ゼリーナ・ヴェガ) | シングル戦                              | 12:45 |
| 2                                                                               | ○ザ・ニュー・デイ (ビッグ・E & コフィ・キングストン) (c) vs. ザ・リバイバル (スコット・ドーソン & ダッシュ・ワイルダー)                                                                     | ラダー形式WWEスマックダウンタッグ王座戦 | 19:20 |
| 3                                                                               | ○アリスター・ブラック vs. バディー・マーフィー● | シングル戦                              | 13:45 |
| 4                                                                               | △ザ・ヴァイキング・レイダーズ (エリク & アイヴァー) (c) vs. ザ・O.C. (カール・アンダーソン & ルーク・ギャローズ)△ 両チームカウントアウトによる決着 (ザ・ヴァイキング・レイダーズが王座防衛) | WWEロウタッグ王座戦                     | 8:30  |
| 5                                                                               | ○キング・コービン (with ドルフ・ジグラー, スコット・ドーソン & ダッシュ・ワイルダー) vs. ローマン・レインズ●                                                                                | TLC戦                                   | 22:20 |
| 6                                                                               | ○ブレイ・ワイアット vs. ザ・ミズ● | シングル戦                              | 6:40  |
| 7                                                                               | ○ボビー・ラシュリー (with ラナ) vs. ルセフ● | テーブル戦                              | 13:30 |
| 8                                                                               | ○ザ・カブキ・ウォーリアーズ (アスカ & カイリ・セイン) (c) vs. シャーロット・フレアー & ベッキー・リンチ                                                                                     | TLC形式WWE女子タッグ王座戦              | 26:00 |
| - (c) – 試合開始時点でのチャンピオンを指す - P – プレショーで行われた試合を指す | |                                         |       |

### 第12回大会 (2020年) WWE TLC: Tables, Ladders & Chairs 2020
| No.                                                                             | 結果 | 試合形式                                                                        | 時間  |
| ------------------------------------------------------------------------------- | --- | ------------------------------------------------------------------------------- | ----- |
| 1P                                                                              | ○ビッグ・E, ダニエル・ブライアン, チャド・ゲイブル & オーティス vs. セザーロ, キング・コービン, 中邑真輔 & サミ・ゼイン●                            | 8人タッグチーム戦                                                               | 8:35  |
| 2                                                                               | ○ドリュー・マッキンタイア vs. AJスタイルズ (with オモス) vs. ザ・ミズ (with ジョン・モリソン)                                                       | トリプルスレッドTLC形式WWE王座戦 ザ・ミズがマネー・イン・ザ・バンクの権利を行使 | 27:05 |
| 3                                                                               | ○サーシャ・バンクス (c) vs. カーメラ● (with レジナルド・トーマス)                                                                                   | WWEスマックダウン女子王者                                                       | 12:10 |
| 4                                                                               | ●ザ・ニュー・デイ (コフィ・キングストン & エクゼビア・ウッズ) (c) vs. ザ・ハート・ビジネス◯ (セドリック・アレクサンダー & シェルトン・ベンジャミン) | WWEロウタッグ王座戦                                                             | 10:00 |
| 5                                                                               | ●シェイナ・ベイズラー & ナイア・ジャックス (c) vs. アスカ & シャーロット・フレアー◯                                                                 | WWE女子タッグ王座戦                                                             | 10:05 |
| 6                                                                               | ◯ローマン・レインズ (c) (with ポール・ヘイマン) vs. ケヴィン・オーウェンズ                                                                          | TLC形式WWEユニバーサル王座戦                                                    | 24:45 |
| 7                                                                               | ◯ランディ・オートン vs. "ザ・フィーンド"・ブレイ・ワイアット●                                                                                       | ファイアフライ・インフェルノ戦                                                  | 12:00 |
| - (c) – 試合開始時点でのチャンピオンを指す - P – プレショーで行われた試合を指す | |                                                                                 |       |